# Indianapolis 500 2001
Das 85. Indianapolis 500 (offiziell 85th Running of the Indianapolis 500) auf dem Indianapolis Motor Speedway fand am 27. Mai 2001 statt und ging über eine Distanz von 200 Runden à 4,023 km, was einer Gesamtdistanz von 804,672 km entspricht.

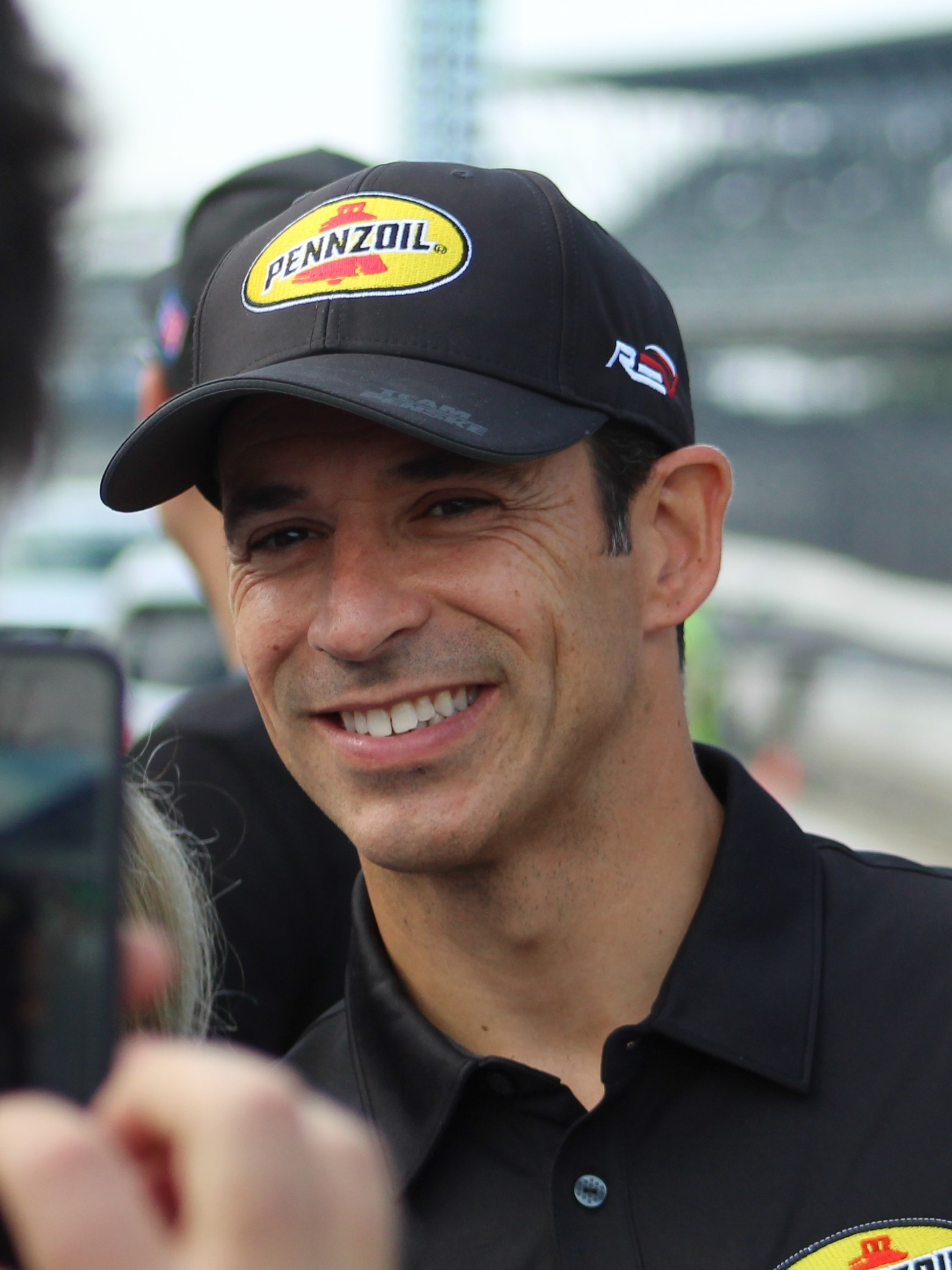
Helio Castroneves

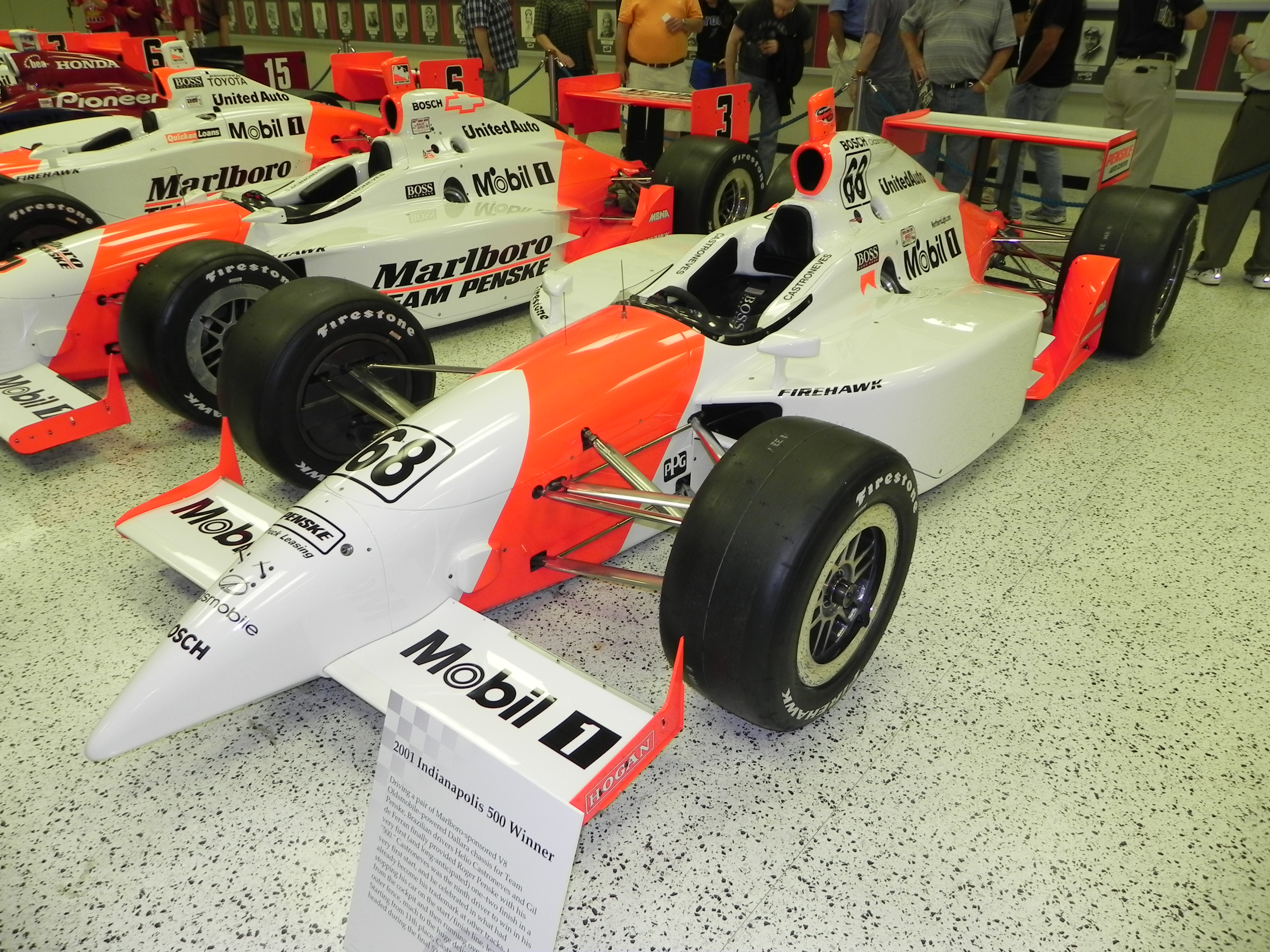
Das Siegerauto von Helio Castroneves

## Startaufstellung
| Reihe | Innen                  | Mitte                  | Außen                 |
| ----- | ---------------------- | ---------------------- | --------------------- |
| 1     | 8 – Scott Sharp        | 2 – Greg Ray           | 41 – Robby Gordon     |
| 2     | 28 – Mark Dismore      | 66 – Gil de Ferran     | 5 – Arie Luyendyk     |
| 3     | 33 – Tony Stewart      | 35 – Jeff Ward         | 24 – Robbie Buhl      |
| 4     | 91 – Buddy Lazier      | 68 – Hélio Castroneves | 44 – Jimmy Vasser     |
| 5     | 4 – Sam Hornish Jr.    | 10 – Robby McGehee     | 15 – Sarah Fisher     |
| 6     | 52 – Scott Goodyear    | 77 – Jaques Lazier     | 6 – Jon Herb          |
| 7     | 3 – Al Unser Jr.       | 50 – Bruno Junqueira   | 39 – Michael Andretti |
| 8     | 49 – Nicolas Minassian | 9 – Jeret Schroeder    | 12 – Buzz Calkins     |
| 9     | 51 – Eddie Cheever     | 99 – Davey Hamilton    | 84 – Donnie Beechler  |
| 10    | 14 – Eliseo Salazar    | 36 – Stéphan Grégoire  | 88 – Airton Daré      |
| 11    | 16 – Cory Witherill    | 98 – Billy Boat        | 21 – Felipe Giaffone  |

## Klassifikationen

### Endresultat
| Pos. | Nr. | Fahrer                | Team                            | Chassis | Motor      | Runden/Ausfall | Führungsrunden | Start |
| ---- | --- | --------------------- | ------------------------------- | ------- | ---------- | -------------- | -------------- | ----- |
| 1    | 68  | Hélio Castroneves (R) | Team Penske                     | Dallara | Oldsmobile | 200            | 52             | 11    |
| 2    | 66  | Gil de Ferran         | Team Penske                     | Dallara | Oldsmobile | 200            | 27             | 5     |
| 3    | 39  | Michael Andretti      | Team Green                      | Dallara | Oldsmobile | 200            | 16             | 21    |
| 4    | 44  | Jimmy Vasser          | Chip Ganassi Racing             | G-Force | Oldsmobile | 200            |                | 12    |
| 5    | 50  | Bruno Junqueira (R)   | Chip Ganassi Racing             | G-Force | Oldsmobile | 200            |                | 20    |
| 6    | 33  | Tony Stewart          | Chip Ganassi Racing             | G-Force | Oldsmobile | 200            | 13             | 7     |
| 7    | 14  | Eliseo Salazar        | A. J. Foyt Enterprises          | Dallara | Oldsmobile | 199            |                | 28    |
| 8    | 88  | Airton Daré           | TeamXtreme                      | G-Force | Oldsmobile | 199            |                | 30    |
| 9    | 98  | Billy Boat            | CURB/Agajanian/Beck Motorsports | Dallara | Oldsmobile | 199            |                | 32    |
| 10   | 21  | Felipe Giaffone (R)   | Treadway Racing                 | G-Force | Oldsmobile | 199            |                | 33    |
| 11   | 10  | Robby McGehee         | Cahill Racing                   | Dallara | Oldsmobile | 199            |                | 14    |
| 12   | 12  | Buzz Calkins          | Bradley Motorsports             | Dallara | Oldsmobile | 198            |                | 24    |
| 13   | 5   | Arie Luyendyk (W)     | Treadway Racing                 | G-Force | Oldsmobile | 198            | 1              | 6     |
| 14   | 4   | Sam Hornish Jr.       | Panther Racing                  | Dallara | Oldsmobile | 196            |                | 13    |
| 15   | 24  | Robbie Buhl           | Dreyer & Reinbold Racing        | G-Force | Infiniti   | 196            |                | 9     |
| 16   | 28  | Mark Dismore          | Kelley Racing                   | Dallara | Oldsmobile | 195            | 29             | 4     |
| 17   | 2   | Greg Ray              | Team Menard                     | Dallara | Oldsmobile | 192            | 40             | 2     |
| 18   | 91  | Buddy Lazier (W)      | Hemelgarn Racing                | Dallara | Oldsmobile | 192            |                | 10    |
| 19   | 16  | Cory Witherill (R)    | Indy Regency Racing             | G-Force | Oldsmobile | 187            |                | 31    |
| 20   | 9   | Jeret Schroeder       | PDM Racing                      | Dallara | Oldsmobile | 187            |                | 23    |
| 21   | 41  | Robby Gordon          | A. J. Foyt Enterprises          | Dallara | Oldsmobile | 184            | 22             | 3     |
| 22   | 77  | Jaques Lazier         | Jonathan Byrd/TeamXtreme        | G-Force | Oldsmobile | 183            |                | 17    |
| 23   | 99  | Davey Hamilton        | Sam Schmidt Motorsports         | Dallara | Oldsmobile | Motor (182)    |                | 26    |
| 24   | 35  | Jeff Ward             | Heritage Motorsports            | G-Force | Oldsmobile | 168            |                | 8     |
| 25   | 84  | Donnie Beechler       | A. J. Foyt Enterprises          | Dallara | Oldsmobile | 160            |                | 27    |
| 26   | 51  | Eddie Cheever (W)     | Team Cheever                    | Dallara | Infiniti   | Elektrik (108) |                | 25    |
| 27   | 6   | Jon Herb (R)          | Tri-Star Racing                 | Dallara | Oldsmobile | Unfall (104)   |                | 18    |
| 28   | 36  | Stéphan Grégoire      | Heritage Motorsports            | G-Force | Oldsmobile | Ölleck (86)    |                | 29    |
| 29   | 49  | Nicolas Minassian (R) | Chip Ganassi Racing             | G-Force | Oldsmobile | Getriebe (74)  |                | 22    |
| 30   | 3   | Al Unser Jr. (W)      | Galles Racing                   | G-Force | Oldsmobile | Unfall (16)    |                | 19    |
| 31   | 15  | Sarah Fisher          | Walker Racing                   | Dallara | Oldsmobile | Unfall (7)     |                | 15    |
| 32   | 52  | Scott Goodyear        | Team Cheever                    | Dallara | Infiniti   | Unfall (7)     |                | 16    |
| 33   | 8   | Scott Sharp           | Kelley Racing                   | Dallara | Oldsmobile | Unfall (0)     |                | 1     |

(R) Rookie / (W) früherer Gewinner / alle Fahrer mit Firestone Reifen / Gelbphasen 8 für 56 Runden

## Führungsrunden
| Fahrer            | Team                | Anzahl |
| ----------------- | ------------------- | ------ |
| Hélio Castroneves | Team Penske         | 52     |
| Greg Ray          | Team Menard         | 40     |
| Mark Dismore      | Kelley Racing       | 29     |
| Gil de Ferran     | Team Penske         | 27     |
| Michael Andretti  | Team Green          | 16     |
| Tony Stewart      | Chip Ganassi Racing | 13     |
| Arie Luyendyk     | Treadway Racing     | 1      |